# Bremer Rundfunkmuseum

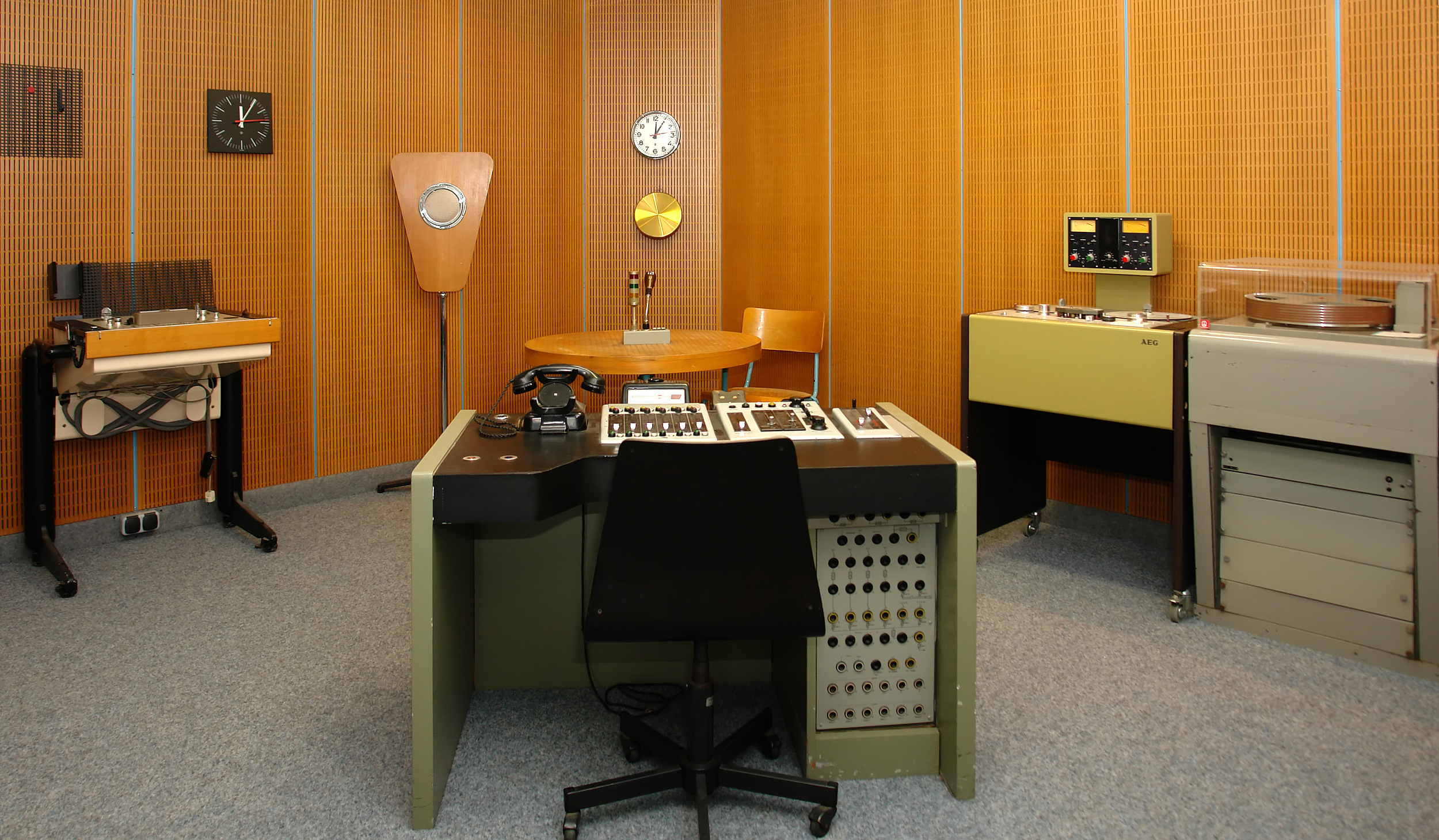
Hörfunkstudio der 1950er Jahre (Radio Bremen)

Das Bremer Rundfunkmuseum wurde 1978 von funkbegeisterten Radio-Sammlern gegründet und stellt im Bremer Stadtteil Findorff auf 400 m² Ausstellungsfläche ca. 700 Exponate aus. Die Sammlung umfasst Geräte aus 80 Jahren Radio-, Phono- und Fernsehgeschichte sowie Seefunk. Ausstellungsstücke aus allen Bereichen können bei Führungen in Betrieb genommen und vorgeführt werden.
Betrieben wird das Museum ehrenamtlich vom Verein Bremer Rundfunkmuseum e.V.

## Geschichte

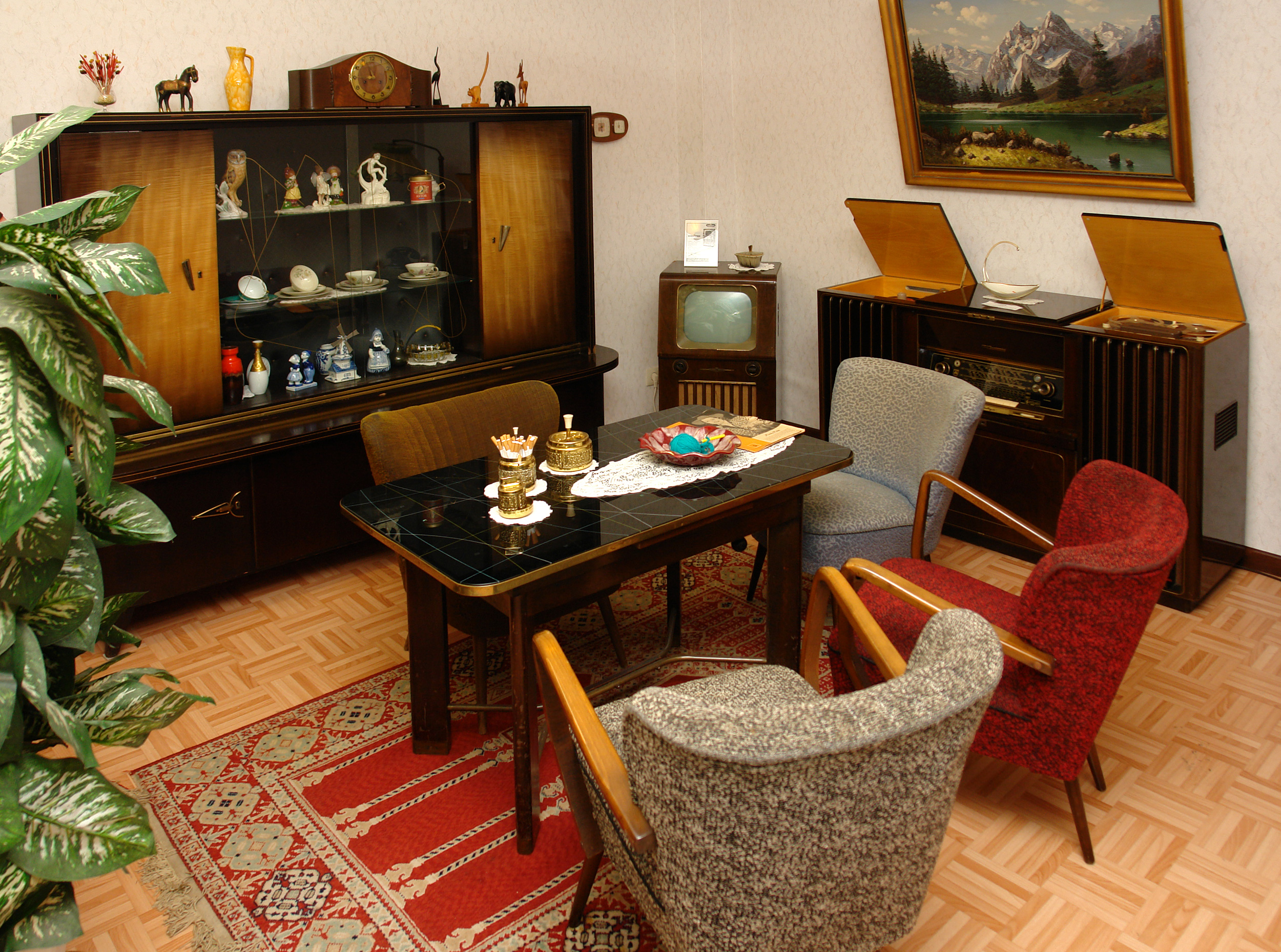
Wohnzimmer der 1950er Jahre mit gehobener technischer Ausstattung

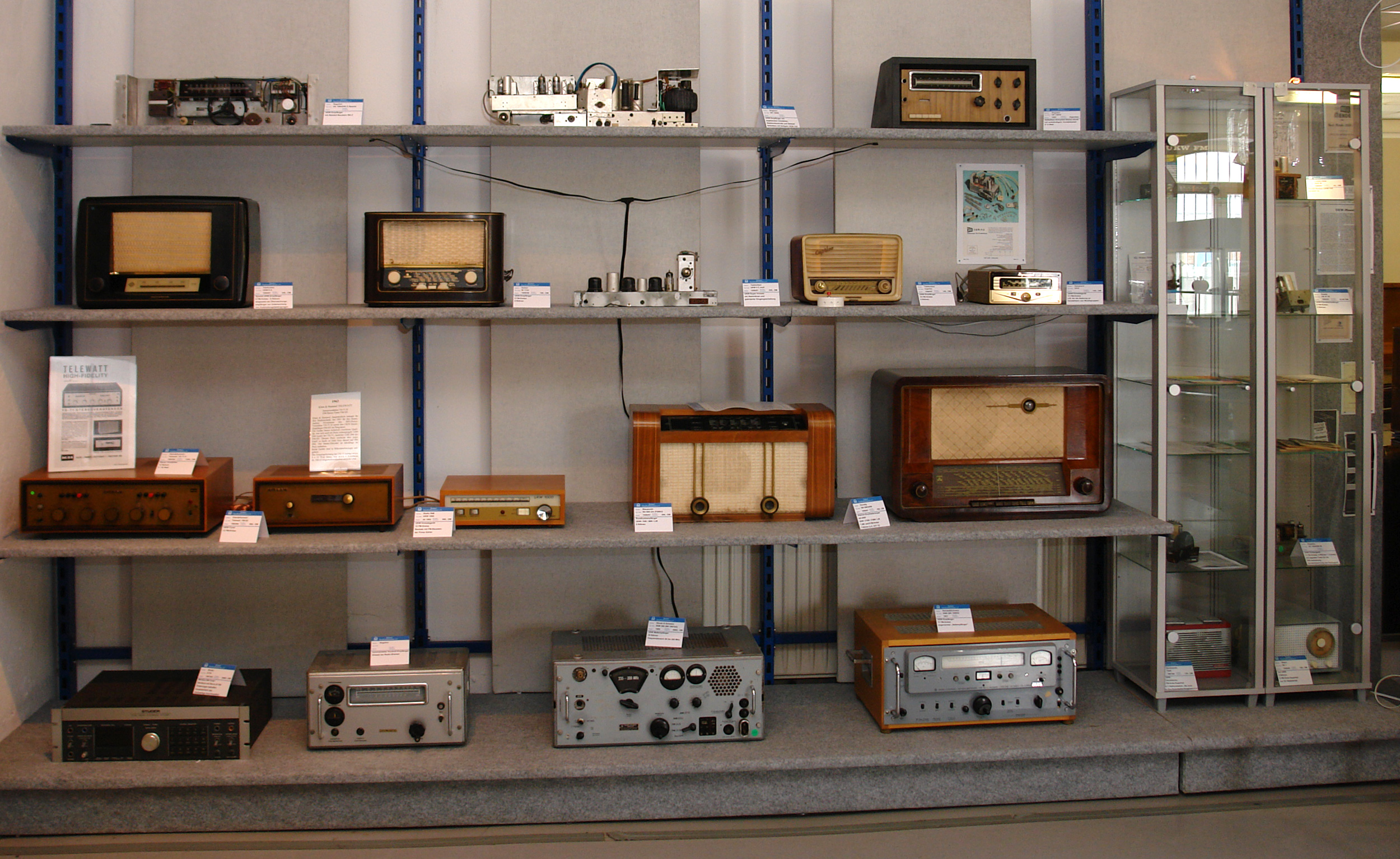
UKW-Geräte um 1949–1965. Werbeslogan: „UKW, die Welle der Freude“

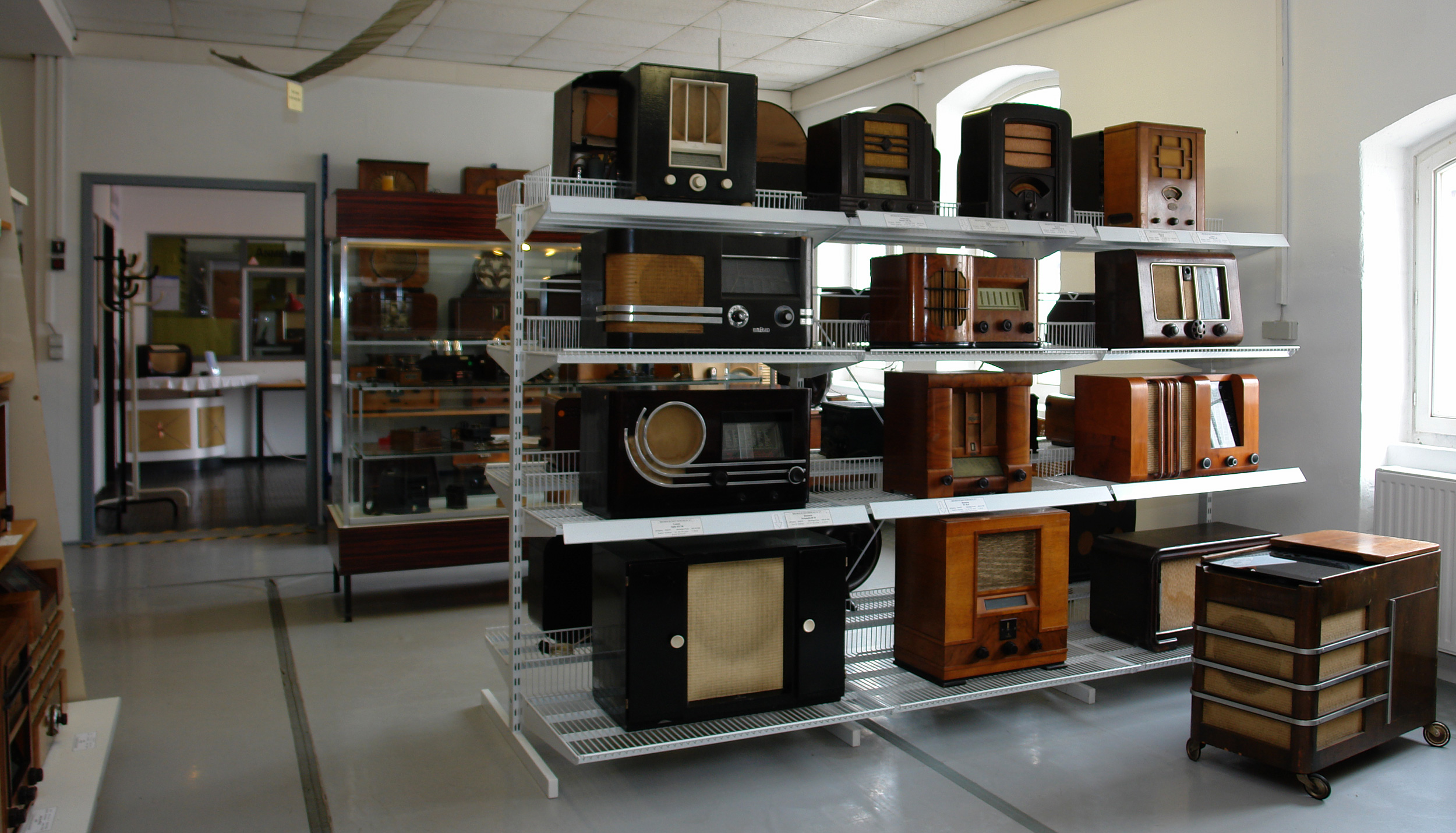
Rundfunkgeräte 1930er Jahre

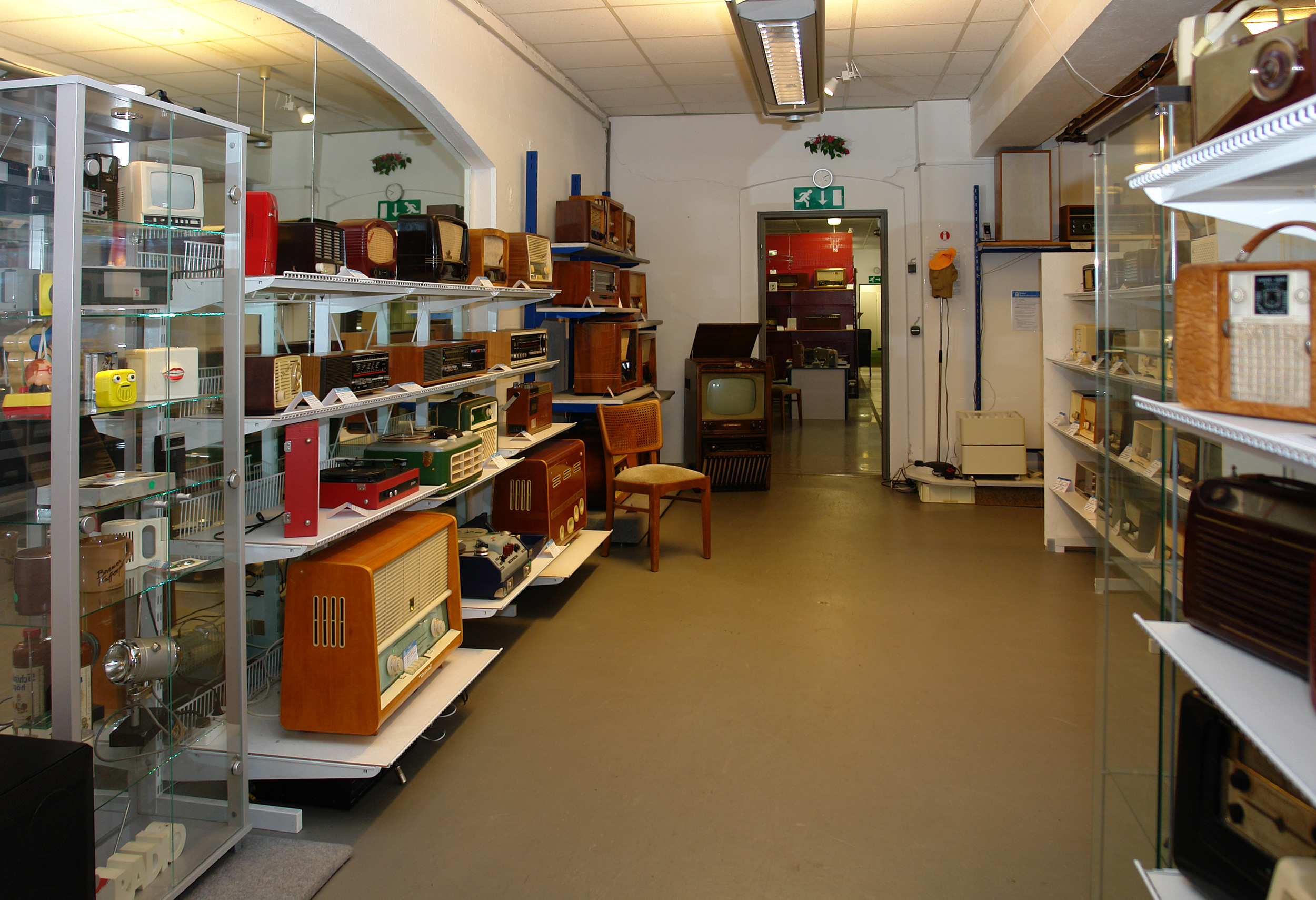
Ausstellung von Kleingeräten

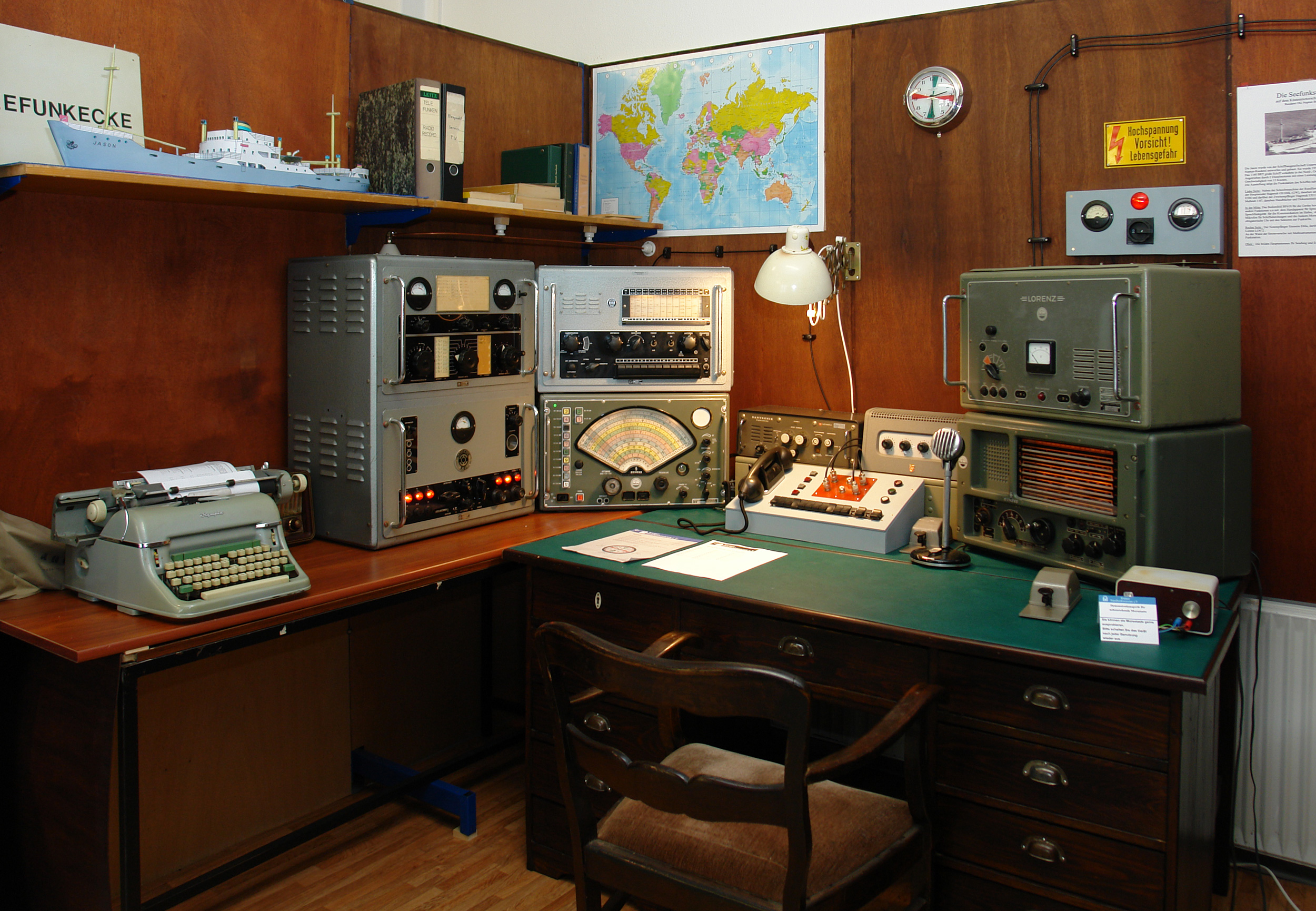
Seefunkstation Küstenmotorschiff „Jason“ der Bremer Reederei DG Neptun

Hervorgegangen ist der Museumsverein aus einer Gruppe von zwanzig CB-Funkern, die sich 1978 auf der Suche nach eigenen Clubräumen um  freigewordene Räume im Anbau des Schlachthofes bewarben. Im Nutzungskonzept nannten sie einen Hilfsdienst für ortsunkundige Kraftfahrer anbieten zu wollen und Pläne, eine historische Rundfunk- und Fernsehgerätesammlung aufzubauen und für die Öffentlichkeit auszustellen. Am 11. Februar 1978 wurde der erste Tag der offenen Tür am Schlachthof veranstaltet. Die Sammlung bestand aus von Radio Bremen und Firmen aus dem Umland ausgemusterten Geräten. Durch Zusammenarbeit mit dem Bürgerverein Findorff konnten ein halbes Jahr später Räume im leerstehenden benachbarten ehemaligen Fleischerei-Einkaufshaus des Schlachthofbetriebes bezogen werden, dessen Renovierung der Club selbst übernehmen musste.
In den neuen Räumen wurde am 12. September 1978 das Bremer Rundfunkmuseum eröffnet. In der Broschüre des Senats Kunst und Museen in Bremen und Bremerhaven wurde das Museum 1980 erstmals genannt und ist seitdem Bestandteil in Veröffentlichungen der Kulturbehörde und der Tourismuszentrale.
Seit 1981 werden auch Bastelaktionen für Kinder an Veranstaltungen wie der Weserlust oder dem Spielplatzprogramm durchgeführt, wo zum Beispiel mit einfachen elektronischen Bauteilen Detektorempfänger gebastelt werden.
Nach Genehmigung einer Arbeitsbeschaffungsmaßnahme für einen Mitarbeiter im März 1986 kann das Museum auch innerhalb der Woche regelmäßig für Besucher geöffnet werden.
1987 wurde dem Verein Bremer Rundfunkmuseum e.V. die Gemeinnützigkeit zuerkannt.
An einer Ausstellung in der unteren Rathaushalle 1987 beteiligte sich auch Radio Bremen, ebenso 1992 bei einer großen Ausstellung im Roland-Center Huchting, die Einladungen zu weiteren Einkaufscentern zur Folge hatte:
- 1992 Saarpark-Center Neunkirchen,
- 1992 Olympia-Einkaufszentrum München,
- 1993 ECE-Center Kassel,
- 1995 Rathaus-Center Ludwigshafen,
- 1997 Franken-Center Nürnberg und
- 1998 ECE-Center Erfurt.

Ein erneuter Umzug wurde im März 2000 erforderlich, weil das bisher genutzte Gebäude am alten Schlachthof dem Neubau einer weiteren Messehalle (Halle 7) weichen musste. Das neue Quartier in der Findorffstraße 22–24 bietet mit 600 m² Grundfläche ausreichend Raum, die Geräte ansprechend zu präsentieren.

## Exponate
Die Ausstellungsstücke, viele durch die hauseigene Werkstatt repariert und voll funktionsfähig, umfassen die Palette vom Detektor bis zur Mehrkanaltechnik, von der Aufnahme mittels Phonographenwalze bis zum Fernseher der „frühen Jahre“ und Videorekorder vergangener Formate.
Zu den Raritäten zählt die Musiktruhe Blaupunkt T2650W aus dem Jahr 1950. Das Möbelstück mit Radio und Plattenwechsler im handgefertigten Furniergehäuse gehörte dem Bremer Autobauer Carl Borgward. Diese „Borgward-Truhe“ kostete seinerzeit etwa den Jahreslohn eines Arbeiters und wurde dem Museum von Borgwards Witwe gespendet.
Für die Zukunft ist eine thematische Erweiterung der Ausstellung bis in die 1980er Jahre geplant und – mit Unterstützung von Radio Bremen – der Aufbau eines historischen Rundfunkstudios.